# خلع
الخلع (في الفقه الإسلامي) هو فراق الزوجة لزوجها بفداء يأخذه الزوج منها أو من غيرها بألفاظ مخصوصة، ولا يمكن للزوج أن يعود إليها، فهو نوع من فُرَق الزواج لما يقع من شقاق من جهة الزوجة على أن تفتدي نفسها بمال تؤديه إلى زوجها الذي كرهت البقاء معه وخشيت بسبب تلك الكراهية ألا تؤدي حقه الذي فرضه الله عليها، فيطلقها زوجها بناء على طلبها بذلك الفداء الذي تدفعه إليه. وقد سمي بذلك لأن المرأة تخلع نفسها من الزوج.
أباح الله للمرأة المسلمة الخلع، بأن تعطي زوجها ما أخذت منه أو أقل أو أكثر ليفارقها، وقد شرع الله الخلع للمرأة في مقابلة الطلاق للرجل، وجعله طريقاً للخلاص من الخلاف. والدليل على مشروعيته هو قول الله في سورة البقرة في الآية 229: ﴿فإن خفتم ألا يقيما حدود الله فلا جناح عليهما فيما افتدت به﴾، فكما أعطت الشريعة الإسلامية للرجل حق الطلاق ليستطيع أن يلجأ إليه كعلاج أخير يتخلص به من زواج رأى أنه لم يؤدِّ الغرض المقصود منه، وفي مقابل ذلك أعطت الشريعة الإسلامية للمرأة حق الخلع، لتتخلص من زواجها إذا رأت أنه لم يؤد الغرض المقصود منه.
يعتبر الإسلام المودة والمحبة والاحترام بين الزوجين الأساس للحياة الزوجية السعيدة فهي تعين أيضا على طاعة الله، لذا يعتبر أنه ليس من العدل أن تشعر امرأة بالنفور من زوجها لأي سبب، ثم تُرغم على المعيشة معه، لأن حياة زوجية بهذا الشكل لا خير فيها للزوجين أو للمجتمع. وفي المقابل يعتبر الإسلام حكم الخلع هو نفس حكم الطلاق، فهو مُباح ولكنه مَبغوض، وقد نهت عنه الشريعة الإسلامية إذا كان لغير سبب مشروع كرغبة الزوجة في فراق زوجها لكي تتزوُّج من آخر، ولذلك قال النبي محمد: «أيما امرأة اختلعت من زوجها بغير نشوز، فعليها لعنة الله والملائكة والناس أجمعين، المُختلعات هنَّ المنافقات»، كما يحرم في الإسلام أن يقوم الرجل بالتضييق على زوجته متعمدا لكي تطلب الخلع منه، وقد ورد النهي عن هذا الفعل في قول الله في سورة النساء الآية 19: ﴿وَلاَ تَعْضُـلُوهُنَّ لِتَذْهَبُـواْ بِبَعْـضِ مَـا آتَيْتُمُوهُنَّ﴾، والعضل هو الحبس والتضييق والمنع والتشديد والإضرار، وقد يكون ذلك لحمل المرأة كرهاً على ترك صداقها أو بعضه لزوجها لقاء طلاقه لها مع أنه هو الكاره لعشرتها.
وتشريع الخُلْع إنما هو للتوقي من تعدي حدود الله تعالى فيما يتعلق بحقوق كل من الزوجين تجاه الآخر، وأنه شُرِع لإزالة الضرر الذي يلحق بالمرأة من خلال المقام مع من تكرهه وتبغضه، وهكذا يراعي الإسلام جميع الحالات الواقعية ويواجه الفطرة مواجهة صريحة عملية ويراعي مشاعر القلوب الجادة حيث لا مجال لقيام الزوجية مع النفور المستحكم بينهما.

## المعنى اللغوي
الخُلع (بضم الخاء) هو افتداء الزوجة نفسها بمال تدفعه لزوجها مقابل فراقه لها، والخُلع والخَلع بمعنى النزع والإرسال والإطلاق من القيد، ومنه خَلَع الثوب أي نزعه. ووجه الشبه أن كلا من الزوجين كاللباس للآخر كما وصفهما القرآن في سورة البقرة الآيه 187: ﴿هُنَّ لِبَاسٌ لَّكُمْ وَأَنتُمْ لِبَاسٌ لَّهُنَّ﴾ فكان تخلص نفسها كنزع الثوب بالمعنى مجازاً تخلع نفسها من زوجها . ثم جُعِل النزعُ بالمعنى خُلعا بضم الخاء للدلالة على إنهاء الزوجية بالافتداء، بينما بقي النزع الحسي للثوب ونحوه خَلعا بفتح الخاء، للتفريق بينهما.
وللفقهاء في الإسلام تعريفاتٌ متقاربة للخُلع، فقد عرفه الحنفية بأنه: (إزالة ملك النكاح المتوقفة على قبولها بلفظ الخُلع أو ما في معناه)، وعرفه الشافعية بأنه: (فُرقة بعوض مقصود راجع لجهة الزوج بلفظ طلاق أو خُلع)، وعرفه المالكية بأنه:(طلاق بعوض)، وعرفه الحنابلة بأنه: (فِراق الزوج امرأته بعوض بألفاظ مخصوصة). وبالرغم من وجود فروق طفيفة بين تلك التعريفات تعكس اختلافات الفقهاء في بعض مسائل الخُلع، إلا أنها في الجملة تدور حول كون الخُلْعِ فُرقةً بين الزوجين، ببدل من مال أو منفعة، أو إزالة لملك النكاح بعوض من طرف الزوجة لجهة الزوج، تفتدي الزوجة به نفسها من زوجها، لكرهها له وخشيتها أن لا توفيه حقه.
وهنالك عدة ألفاظ ذات صلة بالخُلع وداله على معناه، كالمفاداة والمبارأة والطلاق على مال والفسخ، وألفاظ الخلع منها الصريح الذي لا يتوقف على النية ومنها ألفاظ الكناية التي تحتاج إلى نيةٍ على اختلاف في ذلك بين الفقهاء، بل ومِن العلماء مَن لم يفرق بين الألفاظ، وأن الاعتبار عندَهم بذل المرأة العوض وطلبها الفرقة، فالعبرة في العقود بمقاصدها ومعانيها لا بألفاظها ومبانيها. لذا فالتفريق بين لفظ ولفظ في الخُلْع هو قول محدَث لم يعرفه السلف من الصحابة والتابعين، بل إن القرآن لم يستخدم كلمة الخُلع ولا كلمة الفسخ، إنما استخدم كلمة الفداء، يقول الله في سورة البقرة في الآية 229: ﴿فإن خفتم ألا يقيما حدود الله فلا جناح عليهما فيما افتدت به﴾.

## أركان الخلع
حصر أتباع المذهب الحنفي أركان الخلع في (الإيجاب والقبول)، وهي عند غيرهم من المذاهب تشمل: طرفي الخُلع وهما الزوج والزوجة، وعوض الخُلع ويسمى البدل، والصيغة.
يجب أن يكون الزوج ممن يملك إيقاع الطلاق حتى يجوز خُلعه، وأن يكون عاقلاً مختاراً، ويشترط في الزوجة فيها أن تملك حرية التصرف بالمال صحيحة الالتزام غير مكرهة (أي لم يجبرها أحد على طلب الخلع)، وأن تكون في عصمة زوجها حقيقة أو حكماً، وهي التي لم تفارق زوجها بطلاق بائن، ولا يشترط جمهور العلماء طُهر الزوجة من الحيض لوقوع الخُلع عليها.
أما البدل، فهو ما يأخذه الزوج من زوجته لقاء خلعه لها وقد يكون البدل أما مالاً أو منفعة، وكل ما يصلح من مال أو منفعة كمهر (الصداق) عند الزواج يصلح في الخُلع، علماً بأن اعتبار البدل ركناً في الخُلع ليس محل اتفاق بل وليس البدل شرطاً لصحة الخلع عند بعض العلماء.
أما الصيغة فهي الإيجاب والقبول بين طرفي الخُلع، وهنالك ألفاظ عديدة تصلح للدلالة على المطلوب ويتحقق بها الإيجاب والقبول. حيث يرى العلماء أنه لا بد في الخلع من أن يكون بلفظ الخلع أو بلفظ مشتق منه أو بلفظ يؤدي معناه مثل المبارأة والمفاداة. ورجح البعض عدم اشتراط لفظ معين ولا صيغة معينة لصحة إيقاع الخُلع. فكل فُرقة بعوض وتراض بين الزوجين وبطلب من الزوجة هي خُلع بغض النظر عن الصيغة المستعملة لذلك، لأن العبرة في العقود بمقاصدها ومعانيها لا بألفاظها ومبانيها.

## حكم الخلع ومشروعيته
الخلع جائز لا بأس به عند أكثر العلماء، لحاجة الناس إليه بوقوع الشقاق والنزاع وعدم الوفاق بين الزوجين، فقد تبغض المرأة زوجها وتكره العيش معه لأسباب جسدية خَلْقية، أو خلُقية أو دينية، أو صحية لكبر أو ضعف أو نحو ذلك، وتخشى ألا تؤدي حق الله في طاعته، فشرع لها الإسلام (كما شرع الطلاق للرجل) طريقاً للخلاص من الحياة الزوجية، لدفع الحرج عنها ورفع الضرر عنها، ببذل شيء من المال تفتدي به نفسها وتتخلص من الزواج، وتفداء الزوج عن المال الذي دفعه في سبيل الزواج بها، وقد حصر جمهور العلماء أخذ الفدية من مال الزوجة مقابل الطلاق في حال النشوز وفساد العشرة من قبل الزوجة.
وقد دل القرآن والسنة على مشروعيته، ففي القرآن يقول الله في سورة البقرة في الآية 229: ﴿فإن خفتم ألا يقيما حدود الله فلا جناح عليهما فيما افتدت به﴾، وأما الدليل في السنة النبوية فهو في حديث ابن عباس الذي يقول: «أن امرأة ثابت بن قيس جاءت إلى رسول الله صلّى الله عليه وسلم، فقالت: يا رسول الله، إني ما أعيب عليه في خلُق ولا دين، ولكني أكره الكفر في الإسلام، فقال رسول الله صلّى الله عليه وسلم: أتردّين عليه حديقته؟ قالت: نعم، فقال رسول الله صلّى الله عليه وسلم: اقبل الحديقة، وطلِّقها تطليقة» فهي لا تريد مفارقته لسوء خلقه ولا لنقصان دينه، وإنما كرهت كفران العشير، والتقصير فيما يجب له بسبب شدة البغض له، فطلب منها النبي محمد أن ترد له بستانه الذي أعطاه لها كمهر، فكانت هذه الواقعة هي أول حالة خلع في الإسلام وجاءت بمعنى المعاوضة.
شدد النبي محمد على ضرورة أن يبذل كل من الزوجين كل من يمكن للحفاظ على الرابطة الزوجية ونهى المرأة عن سؤال الطلاق من غير سبب، إذ الأصل استقرار الحياة الزوجية وليس انهيارها، يقول النبي محمد: (ينصب الشيطان عرشه ثم يرسل سراياه، فيكون أعظمهم فتنة أقربهم منه منزلة، يجيء أحدهم فيقول فعلت كذا وكذا، فيقول ما صنعتَ شيئاً، حتى يجيء من يقولُ ما تركتُه حتى فرقتُ بينه وبين امرأته، فيُدنيه منه ويقول نَعم أنت)، وروى الترمذي أن النبي محمد قال: (أيما امرأة سألت زوجها طلاقاً من غير بأس فحرام عليها رائحة الجنة).

## الخلع في المذاهب الفقهية

### في المذهب الحنبلي
يُسن في المذهب الحنبلي قبول الخلع من المرأة إن طلبته. ودليلهم على ذلك قصة امرأة ثابت بن قيس. لكن يكره ذلك في حال عدم وجود سبب كافٍ؛ وذلك لحديث النبي ﷺ: (أيما امرأة سألت زوجها الطلاق من غير بأس، فحرام عليها رائحة الجنة)، أما بالنسبة للفداء فيكره للزوج أخذه إن كان سبب الخلع هو نفور الزوج من زوجته. بينما إن كان الأمر يرجع لنفور الزوجة نفسها، جاز أن يأخذ الزوج فداءًا أكثر او اقل من مهر الزوجة، لقوله تعالى: ((فلا جناح عليهما فيما افتدت به)) [البقرة: 228]. بينما إن كان سبب طلب الزوجة الخلع هو إكراه الزوج لها على ذلك ليسترد مهره فداء الطلاق فقد ذكر الحنابلة بأن الخلع هنا باطل ويرد الفداء. وقد استدلوا على ذلك بقوله تعالى: ((ولا تعضلوهن لتذهبوا ببعض ما آتيتموهن)) [النساء: 19].

### في المذهب الشافعي
كره الشافعية الخلع مطلقًا، واستثنوا من ذلك حالتان:
1- أن يخاف أحدهما ألا يؤدي الحق الذي افترضه الله عليه. كأن تأبى المرأة زوجها فلا تستطيع القيام بحقه عليها.
2- أن يحلف الرجل بالطلاق الثلاث على زوجته لشيء لا بد من القيام به، كأن تأكل، أو تشرب. فهنا يمكن أن يخلعها، ثم تقوم هي بالأمر المحلوف، ثم يتزوجها مجددًا. فيلغى اليمين بالفعل الأول بعد الخلع.

### في المذهب المالكي
جعل المالكية الخلع جائزًا (ليس سنةً ولا مكروهًا). لكن أن يكون برضى الزوج، فإن كان بإكراهٍ لا يقع.

## أحكام الخلع

### وقته
للطلاق أوقاتٌ محددة، فلا يطلق الرجل زوجته وقت الحيض، بينما في الخلع فلا بأس به.

### شروط الخلع
للخلع شروط يجب توافرها، وهي:
- أهلية الزوج التي يمكن من خلالها أن يقع الطلاق: أي يكون بالغًا عاقلًا.
- أن يكون عقد الزواج على الزوجة عقدًا صحيحًا. سواءً كانت مدخولٌ بها أو لا.
- أن تكون الزوجة ممن يصح تصرفها بالمال، فتكون بالغة وعاقلة وغير محجورٍ عليها ولا أمةً (أي تكون حرة) ولا سفيهة ولا مريضة. فلا يصح خلع السفيهة مثلًا.
- أن يكون فداء الخلع له قيمة، بحيث يصلح أن يكون مهرًا. فلا يكون مثلًا خمرًا أو لحم خنزير.
- ألا يقترن بما لا يجوز، كاشتراط تأخير دينٍ، أو تعجيله.[13]
- أن يكون خلع المرأة برضاها ورضى زوجها، فإن كانت مرغمة نفذ الطلاق عند المالكية.
- قبول الفداء، فلا فداء بغير قبول الزوج بالفداء، لقول رسول الله صلوات الله عليه "اقبَلِ الحديقةَ وطلِّقها تَطليقةً"[16]
- ان يلفظ الزوج الطلاق باحدي الفاظه الصحيحة المعتبره في وجود شهود، لقول رسول الله صلوات الله عليه "اقبَلِ الحديقةَ وطلِّقها تَطليقةً"[16]

### فداء الخلع
عند الحنابلة يكره للزوج أخذ فداء الخلع إن كان سبب الخلع هو نفور الزوج من زوجته. بينما إن كان الأمر يرجع لنفور الزوجة نفسها، فيكره أن يأخذ الزوج فداءًا أكثر من مهر الزوجة، لكن يجوز أن يأخذ أكثر من ذلك، لقوله تعالى: ﴿فلا جناح عليهما فيما افتدت به﴾.
كما يجب أن يكون الخلع مما يمكن دفعه كمهر. وقد أجاز الفقهاء الخلع مقابل منافع وحقوق، كسكن داءٍ ما، أو زراعة أرضٍ زمنًا محددًا، أو إرضاع ولدهما، أو حتى الإنفاق عليه، أو إسقاط نفقة العدة.
- الخلع في مقابل بعض المنافع والحقوق:

يصح أن يكون فداء الخلع من النقود، أو من المنافع المقومة بمال، كسكنى الدار وزراعة الأرض زمناً معلوماً، وكإرضاع ولدها أو حضانته أو الإنفاق عليه، أو من الحقوق كإسقاط نفقة العدة. وفي حال كان الخلع مقابل سكنى العدة فلا تخرج المرأة، لأن سكنها في بيت زوجها في العدة واجب، ليس لها أن تتركه، إنما يمكنها حينها دفع أجرة المنزل تلك الفترة.

### آثار الخلع شرعًا
فيترتب على وقوع الخلع ما يلي:
- طلاقٌ بائن: فيقع بالخلع طلاق بائن. ولو لم يكن طلاقًا بائنًا لكان للرجل حق الرجوع فيه. كما أن المقصد من الخلع هو إزالة الضرر عن المرأة، فلو جاز للرجل إرجاعها لما تحققت إزالة الضرر.
- لا ينقص بالخلع عدد الطلاق: فقد ذكر الله تعالى في كتابه الطلاق ثم ذكر الخلع، ثم ذكر الطلاق مرتان.
- لا يعد قضاء القاضي شرطًا لنفوذ الحكم.
- في حال فسدت بعض شروط الخلع لا يبطل الخلع: فمثلًا لو كان شرط الخلع هو إبقاء الطفل عند الرجل فترة الحضانة لنفذ الخلع وبطل الشرط (عدا اركان الخلع ، من فداء و قبول).
- وجوب دفع فداء الخلع على الزوجة للزوج.
- ديون الزواج: عند الحنفية تسقط ديون الزوجين تجاه بعضهما البعض بتنفيذ الخلع فيما يتعلق بالزواج، كتتمة المهر والنفقة الماضية وما إلى ذلك، وتبقى الديون العادية يتوجب دفعها لصاحبها. وكذلك نفقة العدة لا تسقط إلا إن شرطا ذلك. بينما ذهبت بقية المذاهب إلى أنه لا تسقط الديون الزوجية بالخلع، إلا في حال نص شرط الخلع على ذلك.
- لا رجعة في الخلع: لا رجعة في الخلع في فترة العدة. إنما يلزمه عقد جديد. فلم تعد تحت سلطانه بعدما افتدت نفسها منه.
- النزاع هل حصل خلع أم لا: في حال ادعت المرأة أنه حصل خلع بينها وبين زوجها، بينما أنكر زوجها ذلك، وليس ثمة من بينة على قول أيهما، فيصدق الزوج، لأن الأصل بقاء الزواج.
- النزاع على المقدار: في حال قال الزوج أنها طلقها بفداءٍ قدره كذا، بينما قالت هي بل طلقتني دون مقابل، فياخذ بفداء الرجل ، لان الاصل في المفاداة ان يقبل صاحب العقد الفداء .